# Tu oportunidad
Tu oportunidad fue un programa de televisión en formato de «concurso» emitido a través de La 1 de Televisión Española desde el 30 de octubre de 2013 hasta el 18 de diciembre de 2013. Es la segunda apuesta de TVE en el género emprendedor, después de Código Emprende.
Tu oportunidad es la versión española de Dragons' Den. El programa nació en Japón (Tiger of Money), pero ha sido en Reino Unido donde BBC va por su décima temporada y donde ha adquirido la forma que Sony Pictures ha exportado a más de 20 países. 
Cada emprendedor tendrá 3 minutos para presentar su proyecto.

## Equipo

### Presentador
- Juan José Pardo

### Inversores
- María Eugenia Girón
- Javier Pérez Dolset
- Catalina Hoffmann
- Gonzalo de la Cierva
- Pablo Gimeno

## Episodios y audiencias
| Temporada | Temporada | Episodios | Estreno               | Final                   | Audiencia    | Audiencia | Audiencia |
| Temporada | Temporada | Episodios | Estreno               | Final                   | Espectadores | Cuota     |           |
| --------- | --------- | --------- | --------------------- | ----------------------- | ------------ | --------- | --------- |
|           | 1         | 8         | 30 de octubre de 2013 | 18 de diciembre de 2013 | 958 000      | 6,2%      |           |

### Primera temporada (2013)
| Fecha      | Características del Programa | Audiencia        | Ref.  |
| ---------- | ---------------------------- | ---------------- | ----- |
| 30/10/2013 | Programa 1                   | 1 214 000 (6,4%) | [ 1 ] |
| 06/11/2013 | Programa 2                   | 1 118 000 (5,8%) | [ 2 ] |
| 13/11/2013 | Programa 3                   | 1 066 000 (7,4%) | [ 3 ] |
| 20/11/2013 | Programa 4                   | 822 000 (5,2%)   | [ 4 ] |
| 27/11/2013 | Programa 5                   | 740 000 (6,7%)   | [ 5 ] |
| 04/12/2013 | Programa 6                   | 1 044 000 (7,0%) | [ 6 ] |
| 11/12/2013 | Programa 7                   | 937 000 (6,1%)   | [ 7 ] |
| 18/12/2013 | Programa 8                   | 722 000 (4,6%)   | [ 8 ] |